# Paul Motian

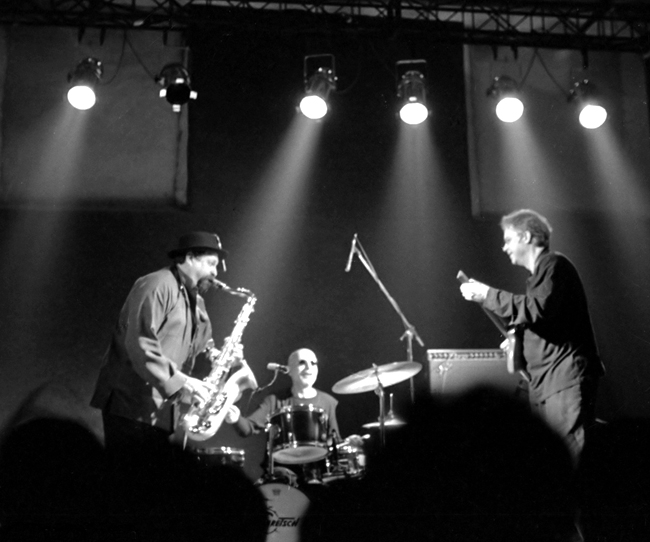
Joe Lovano, Paul Motian und Bill Frisell bei einem Live-Auftritt in Rom

Stephen Paul Motian [ˈmoʊ.ʃən] (* 25. März 1931 in Philadelphia; † 22. November 2011 in New York City) war ein US-amerikanischer Schlagzeuger des Modern Jazz. Der New York Times zufolge war er einer der einflussreichsten Jazzmusiker der letzten fünfzig Jahre.

## Leben und Wirken
Paul Motian war armenischer Herkunft und wuchs in Providence, Rhode Island, auf. Bereits während seiner Highschoolzeit bis 1949 spielte er in verschiedenen Schulbands. Während des Koreakrieges war er Soldat bei der US Navy. 1955 ging er nach New York City. Dort traf er auf Bill Evans, an dessen Debütalbum New Jazz Conceptions er mitwirkte und mit dem er zunächst (1956/57) in Tony Scotts Band spielte. Er arbeitete mit Musikern wie Oscar Pettiford (1957), Lennie Tristano (1958/59), im Ensemble von Zoot Sims und Al Cohn (1959), aber auch mit George Russell und Sonny Rollins zusammen, bevor sich 1959 das Bill Evans Trio mit Motian am Schlagzeug und Scott LaFaro am Bass formierte, das eine Revolution im Klaviertrio-Spiel markierte, indem sich die Rhythmusgruppe von der bloßen Begleitung des Soloinstrumentes emanzipierte, hin zu einem freieren, gleichberechtigten, klangfarbenorientierten Zusammenspiel, was die legendär gewordenen Aufnahmen vom 25. Juni 1961 im New Yorker Village Vanguard exemplarisch dokumentieren (Sunday at the Village Vanguard und Waltz for Debby auf Riverside). Keine zwei Wochen später verunglückte LaFaro tödlich. Chuck Israels nahm seinen Platz ein, dann 1963 kurz Gary Peacock, bevor Motian die Band verließ.
In den 1960er Jahren trat Motian außerdem unter Bandleadern wie Coleman Hawkins, Mose Allison, Perry Robinson, Charles Lloyd und Pharoah Sanders auf (und kurioserweise beim Woodstock-Festival mit dem Sänger Arlo Guthrie). Mit dem Pianisten Paul Bley spielte er erstmals 1963 im Trio mit Gary Peacock und tastete sich mit ihnen in den Free Jazz vor. Ende der 60er fand er dann mit Keith Jarrett und Charlie Haden zunächst als Trio zusammen, um Dewey Redman erweitert als (das später so genannte amerikanische) Keith Jarrett Quartet, das von 1967 bis 1976 mehr als zehn Alben für verschiedene Labels aufnahm. Daneben wirkte er an Carla Bleys Jazzoper Escalator over the Hill und Hadens Liberation Music Orchestra mit.
Seit den frühen 1970ern trat Motian zunehmend auch als Bandleader und Komponist in Erscheinung. Auf dem Münchner ECM-Label erschienen seine ersten Alben Conception Vessel (1972), Tribute (1974) und Dance (1977), an denen Keith Jarrett, Charlie Haden, Leroy Jenkins, Sam Brown, David Izenzon und Carlos Ward mitwirkten.
1980 begann die überaus produktive Zusammenarbeit mit Bill Frisell und Joe Lovano, die beide etwa 20 Jahre jünger waren als er; zunächst im Quintett mit einem weiteren Saxofonisten (Billy Drewes bzw. Jim Pepper) und Ed Schuller am Bass, dann vor allem als bassloses Trio, etwa auf It Should’ve Happened a Long Time Ago (1984), Monk in Motian (1988), Time and Time Again (2007) oder wiederum erweitert um seinen beständigsten Partner Charlie Haden auf Paul Motian on Broadway Vol. I–III oder 1990 bei einem Bill-Evans-Tribut-Album mit Marc Johnson am Bass. Daneben spielte er immer wieder mit Pianisten zusammen: zuvorderst mit Paul Bley, aber auch mit Geri Allen, Eric Watson, Marilyn Crispell, Bobo Stenson, Enrico Pieranunzi, Stéphan Oliva und 2010 mit Jason Moran und Chris Potter am Saxofon, in einem weiteren basslosen Trio. Potter spielte schon seit 1997 im Trio 2000, mit dem Motian seine Albumreihe mit Standards On Broadway fortsetzte. Regelmäßiger Gast dieses Trios war Masabumi Kikuchi, der auch Pianist des 1991 gegründeten Trios Tethered Moon war (mit Gary Peacock am Bass), das durch eigenwillige Interpretationen der Musik von Kurt Weill, Édith Piaf und Puccini auffiel. Daneben ist noch die 1992 erstmals formierte Electric Bebop Band Motians zu nennen, die mit gleich zwei E-Gitarristen, E-Bassist und Saxofon(en) vornehmlich Parker-, Monk-, Powell- und Davis-Kompositionen neu interpretierte. Er starb 2011 im Krankenhaus von Manhattan an Komplikationen im Verlauf einer bösartigen Erkrankung des Knochenmarkes (multiples Myelom).

## Diskografie (Auswahl)
Als Leader
- 1972: Conception Vessel (ECM) mit Keith Jarrett, Sam Brown, Leroy Jenkins, Becky Friend, Charlie Haden
- 1975: Tribute (ECM) mit Carlos Ward, Sam Brown, Paul Metzke, Charlie Haden
- 1977: Dance (ECM) mit Charles Brackeen, David Izenzon
- 1979: Le Voyage (ECM) mit Charles Brackeen, Jean-François Jenny-Clark
- 1982: Psalm (ECM) mit Joe Lovano, Billy Drewes, Bill Frisell, Ed Schuller
- 1984: The Story of Maryam (Soul Note) mit Joe Lovano, Jim Pepper, Bill Frisell, Ed Schuller
- 1984: It Should’ve Happened a Long Time Ago (ECM) mit Joe Lovano, Bill Frisell
- 1985: Jack of Clubs (Soul Note) mit Joe Lovano, Jim Pepper, Bill Frisell, Ed Schuller
- 1987: Misterioso (Soul Note) mit Joe Lovano, Jim Pepper, Bill Frisell, Ed Schuller
- 1988: Monk in Motian (JMT) mit Joe Lovano, Bill Frisell + Geri Allen, Dewey Redman
- 1988: On Broadway Vol. I (JMT) mit Joe Lovano, Bill Frisell, Charlie Haden
- 1989: On Broadway Vol. II (JMT) mit Joe Lovano, Bill Frisell, Charlie Haden
- 1989: One Time Out (Soul Note) mit Joe Lovano, Bill Frisell
- 1990: Bill Evans (JMT) mit Joe Lovano, Bill Frisell, Marc Johnson
- 1992: On Broadway Vol. III (JMT) mit Joe Lovano, Lee Konitz, Bill Frisell, Charlie Haden
- 1992: Paul Motian in Tokyo (JMT) mit Joe Lovano, Bill Frisell
- 1993: Trioism (JMT) mit Joe Lovano, Bill Frisell + Dewey Redman
- 1997: Sound of Love (Winter & Winter) mit Joe Lovano, Bill Frisell
- 2005: I Have the Room Above Her (ECM) mit Joe Lovano, Bill Frisell
- 2006: Garden of Eden (ECM) mit Chris Cheek, Tony Malaby, Ben Monder, Steve Cardenas, Jakob Bro, Jerome Harris
- 2007: Time and Time Again (ECM) mit Joe Lovano, Bill Frisell
- 2010: Lost in a Dream (ECM) mit Jason Moran, Chris Potter
- 2011: The Windmills of Your Mind (Winter & Winter) mit Bill Frisell, Thomas Morgan, Petra Haden (Gesang)

Mit der Electric Bebop Band
- 1993: Paul Motian and the Electric Bebop Band (JMT) mit Joshua Redman, Kurt Rosenwinkel, Brad Schoeppach, Stomu Takeishi
- 1994: Reincarnation of a Lovebird (JMT) mit Chris Cheek, Chris Potter, Kurt Rosenwinkel, Wolfgang Muthspiel, Steve Swallow, Don Alias
- 1997: Flight of the Blue Jay (Winter & Winter) mit Chris Cheek, Chris Potter, Kurt Rosenwinkel, Brad Schoeppach, Steve Swallow
- 1999: Plays Monk and Powell (Winter & Winter) mit Chris Cheek, Chris Potter, Kurt Rosenwinkel, Steve Cardenas, Steve Swallow
- 2001: Europe (Winter & Winter) mit Chris Cheek, Pietro Tonolo, Ben Monder, Steve Cardenas, Anders Christensen
- 2002: Holiday for Strings (Winter & Winter) mit Chris Cheek, Pietro Tonolo, Ben Monder, Steve Cardenas, Anders Christensen

Mit Trio 2000 + One/+ Two
- 1998: Trio 2000 + One (Winter & Winter) mit Chris Potter, Larry Grenadier + Masabumi Kikuchi, Steve Swallow
- 2006: On Broadway Vol. IV or The Paradox of Continuity (Winter & Winter) mit Chris Potter, Larry Grenadier + Masabumi Kikuchi, Rebecca Martin
- 2006: Live at the Village Vanguard Vol. I (Winter & Winter) mit Chris Potter, Larry Grenadier + Masabumi Kikuchi, Greg Osby
- 2008: Live at the Village Vanguard Vol. II (Winter & Winter) mit Chris Potter, Larry Grenadier + Masabumi Kikuchi, Greg Osby, Mat Maneri
- 2009: On Broadway Vol. V (Winter & Winter) mit Loren Stillman, Thomas Morgan + Masabumi Kikuchi, Michaël Attias
- 2010: Live at the Village Vanguard Vol. III (Winter & Winter) mit Chris Potter, Larry Grenadier + Masabumi Kikuchi, Mat Maneri

In Kollaboration:
mit Bill Eans 
- 1960: The Legendary Trio at Birdland 1960 Revisited Ezz-thetics, ed. 2024

mit Geri Allen, Charlie Haden
- 1988: Etudes (Soul Note)
- 1989: Segments (DIW)
- 1989: In the Year of the Dragon (JMT)
- 1991: Live at the Village Vanguard (DIW)
- 2021: Live at the Village Vanguard: Unissued Tracks

mit Keith Jarrett, Charlie Haden
- 1972: Hamburg ’72 (ECM, ed. 2014)

mit Keith Jarrett, Gary Peacock
- 1994: At the Deer Head Inn (ECM)
- 2024: The Old Country: More from the Deer Head Inn (ECM)

mit Masabumi Kikuchi, Gary Peacock (als Tethered Moon)
- 1995: Play Kurt Weill (JMT)
- 1997: First Meeting (Winter & Winter)
- 1999: Chansons d’Édith Piaf (Winter & Winter)
- 2004: Experiencing Tosca (Winter & Winter)

mit Marilyn Crispell, Gary Peacock
- 1997: Nothing Ever Was, Anyway. Music of Annette Peacock (ECM)
- 2001: Amaryllis (ECM)

mit Lee Konitz, Steve Swallow
- 1999: Three Guys (Enja)

mit Paul Bley, Gary Peacock
- 1999: Not Two, Not One (ECM)

mit Stéphan Oliva, Bruno Chevillon
- 2000: Fantasm (BMG)
- 2001: Intérieur Nuit (Night Bird Music)

mit Bill Frisell, Ron Carter
- 2006: Bill Frisell, Ron Carter, Paul Motian (Nonesuch)

## Lexigrafische Hinweise
- Ian Carr, Digby Fairweather, Brian Priestley: Rough Guide Jazz. Der ultimative Führer zur Jazzmusik. 1700 Künstler und Bands von den Anfängen bis heute. Metzler, Stuttgart/Weimar 1999, ISBN 3-476-01584-X.
- Leonard Feather, Ira Gitler: The Biographical Encyclopedia of Jazz. Oxford University Press, New York 1999, ISBN 0-19-532000-X.
- Wolf Kampmann (Hrsg.), unter Mitarbeit von Ekkehard Jost: Reclams Jazzlexikon. Reclam, Stuttgart 2003, ISBN 3-15-010528-5.
- Martin Kunzler: Jazz-Lexikon. Band 1: A–L (= rororo-Sachbuch. Bd. 16512). 2. Auflage. Rowohlt, Reinbek bei Hamburg 2004, ISBN 3-499-16512-0.

## Dokumentarfilm
- Motian in Motion, Regie Michael Patrick Kelly (2020)[6]